# Wahlkreis Rorschach
Wahlkreis Rorschach är en av de åtta valkretsarna i kantonen Sankt Gallen i Schweiz. Valkretsarna i Sankt Gallen har ingen administrativ funktion, men används för statistiska ändamål. De kan jämföras med distrikten i andra schweiziska kantoner.

## Indelning
Distriktet består av nio kommuner:
- Berg
- Goldach
- Mörschwil
- Rorschach
- Rorschacherberg
- Steinach
- Thal
- Tübach
- Untereggen

Samtliga kommuner i distriktet är tyskspråkiga.